# Rosie Stancer
Rosie Stancer née Clayton (nascida em 1960) é uma exploradora polar Britânica que, desde 1996, embarca em grandes expedições polares de crescente grau de dificuldade e exigência.

## Juventude, educação, família
Rosie Stancer estudou na escola preparatória Butterstone House School, na Escócia, e na Heathfield School, em Ascot. Ela também possui um grau honorário da Universidade de Essex, e é membro da Royal Geographic Society.
Stancer é a sobrinha-neta da Rainha Elizabeth, A Rainha Mãe e a filha da Senhora Maria Clayton, que morreu em 13 de fevereiro de 2014. Ela é casada com William Stancer com quem ela tem um filho, o Jock Stancer, nascido em 2001. O avô materno do seu marido foi Sir James Wordie, também conhecido como Jock Wordie enquanto geólogo da equipa de Sir Ernest Shackleton durante a expedição Imperial Trans-Antárctica H.M.S. Endurance em 1916. Jock Wordie foi também presidente do Scott Polar Research Institute  (Cambridge) e Presidente da Royal Geographical Society.

## Expedições

### 'McVities All Women's Penguin Polar Relay' em 1997
Em 1997, Stancer foi uma das 20 mulheres amadoras seleccionadas para um lugar na primeira expedição ao Polo Norte apenas para mulheres, a 'McVities All Women's Penguin Polar Relay'. Uma corrida de estafetas com cinco equipas transportou trenós pesando até 150 libras (75 kg) ao longo de 500 milhas (800 km) de gelo em constante movimento e com temperaturas abaixo de menos de 40 °C. Após 73 dias, o último grupo de estafetas chegou ao topo do mundo no Polo Norte.

### M&G ISA Polo Sul Expedição em 1999
Em 1999, Stancer e outras quatro da primeira expedição, organizaram e geriram a sua própria expedição ao Polo Sul, a 'M&G ISA Challenge'. Sem guias, e com um re-abastecimento, elas completaram a viagem de 700
-milha (1 100 km) desde a costa da Antártida até ao Polo Sul em 61 dias. Dados meteorológicos foram recolhidos durante o percurso e enviados para a 'Omega Foundation'.